# Estigmasterol
Estigmasterol (también conocido como factor anti-Wulzen rigidez ) es uno de un grupo de esteroles vegetales, o fitosteroles, que incluyen β-sitosterol, campesterol, ergosterol (provitamina D2), brassicasterol, delta-7-estigmasteroly delta-7-avenasterol que son químicamente similares al colesterol de los animales. Los fitosteroles son insolubles en agua pero solubles en la mayoría de disolventes orgánicos y contienen un grupo funcional de alcohol.

## Descubrimiento
El estigmasterol fue descubierto por Rosalind Wulzen, fisióloga de la Universidad de California en Berkeley.

## Presencia natural
Estigmasterol es un insaturado esterol que aparece en las grasas o aceites de plantas de soja, frijol calabar, semillas de colza , y en una serie de hierbas medicinales, incluyendo las hierbas chinas Ophiopogon japonicus (Mai men dong), en Mirabilis jalapa y Ginseng americano. 

### Presencia en alimentos
Estigmasterol también se encuentra en varias verduras, legumbres, frutos secos, semillas y leche sin pasteurizar. La pasteurización inactivará el estigmasterol. Los aceites comestibles contiene mayor cantidad que las verduras. Los fitoesteroles normalmente se descompone con la bilis. 

## Usos
El estigmasterol se utiliza como un precursor en la fabricación de progesterona semisintética, una valiosa hormona humana que juega un papel fisiológico importante en los mecanismos de regulación y de reconstrucción de tejidos relacionados con efectos estrógenos, así como actuar como un intermedio en la biosíntesis de los andrógenos , estrógenos y corticoides . También se utiliza como el precursor de la vitamina D3.
La compañía Upjohn utilizó estigmasterol como materia prima de partida para la síntesis de la cortisona.

## Investigación
La investigación ha indicado que estigmasterol puede ser útil en la prevención de ciertos cánceres, incluyendo el de ovario, de próstata, de mama , y cáncer de colon. Los estudios también han indicado que una dieta alta en fitoesteroles puede inhibir la absorción de colesterol y los niveles más bajos de colesterol en suero al competir por la absorción intestinal. Los estudios con animales de laboratorio alimentados con estigmasterol, encontraron que tanto la absorción de colesterol y sitosterol disminuyó 23% y 30%, respectivamente, durante un período de 6 semanas. También posee propiedades como un potente antioxidante, hipoglucemiante y tiroides inhibición.
En el 2023 un nuevo estudio experimental sobre las aplicaciones de Estigmasterol concluyó que reduce los niveles de factores inflamatorios (IL-6 e IL-1β) y factores relacionados con la diferenciación de osteoclastos (RANKL, ACP5 y catepsina K), que también pueden reducir el nivel de los síntomas en pacientes con artritis reumatoide.

## Potencial precursor de boldenona
Al ser un esteroide, estigmasterol es precursor del esteroide anabólico boldenona. Boldenona undecilenato se utiliza comúnmente en la medicina veterinaria para inducir el crecimiento del ganado, pero también es uno de los esteroides anabólicos de los que más abusan en los deportes. Esto llevó a la sospecha de que algunos atletas que dieron positivo a la boldenona no consumieron el mismo esteroide, sino más bien consumen alimentos ricos en estigmasterol.